# Emmiltis pygmaearia
Emmiltis pygmaearia là một loài bướm đêm trong họ Geometridae.